# Leptospiraceae
Leptospiraceae, bacterias aerobias del orden Spirochaetales con un diámetro celular de 1,8 metros y los extremos curvados. Contienen ácido diaminopimélico. Utilizan ácidos grasos y alcoholes de largas cadenas como fuentes de carbono y energía.
- Datos: Q3816251
- Multimedia: Leptospiraceae / Q3816251
- Especies: Leptospiraceae